# Elecciones generales de Bolivia de 1884
Las elecciones generales de Bolivia de 1884 se llevaron a cabo en todo el país el día domingo 11 de mayo de 1884, con el objetivo de elegir al futuro Presidente de Bolivia para el periodo constitucional 1884-1888.  Alrededor 30 465 personas acudieron a las urnas para depositar su voto con el sistema electoral de voto calificado, sin embargo, los resultados finales demostraron que ninguno de los cuatro candidatos presidenciales logró obtener la mayoría absoluta (más del 50 %), por lo que el congreso boliviano tuvo que elegir entre los dos primeros puestos, tal como  mandaba la constitución política del estado de entonces para un caso como este.
Durante la votación congresal, Gregorio Pacheco obtuvo 47 votos a favor, mientras que Eliodoro Camacho solamente obtuvo 29 votos a su favor, proclamándose de esta manera a Pacheco como el ganador de los comicios y declarándolo presidente electo democráticamente, mediante la Ley del 2 de septiembre de 1884. Asumió la presidencia dos días después, el 4 de septiembre de ese mismo año.